# Robert Lee Yates
Robert Lee Yates, Jr. (27 de maio de 1952) é um assassino em série americano de Spokane, Washington. De 1975 e 1998, Yates assassinou pelo menos onze mulheres, sendo todas prostitutas que trabalhavam na "Skid Row" em Spokane, na Avenida E. Sprague. Yates confessou também dois assassinatos cometidos em Walla Walla em 1975 e um em 1988 em Skagit County. Em 2002, Yates foi condenado pelo assassinato de duas mulheres em Pierce County. Ele foi condenado a morte, mas, em 2018, sua pena foi comutada para prisão perpétua sem possibilidade de condicional. Atualmente ele serve sua sentença na Penitenciária Estadual de Washington.

## Vida passada
Yates cresceu em Oak Harbor, Washington numa família de classe média que ia com frequência à igreja adventista do sétimo dia. Graduou-se na Oak Harbor High School em 1970 e em 1975, foi contratado pelo Departamento de Correções do estado de Washington para trabalhar como guarda prisional na penitenciária do estado de Washington em Walla Walla. Em outubro de 1977, Yates alistou-se no Exército dos Estados Unidos, onde ficou certificado a pilotar aviões para transporte de civis e helicópteros. Yates ficou em vários países fora do continente americano, incluindo Alemanha e mais tarde Somália e Haiti durante as missões de paz das Nações Unidas nos anos 90. Ganhou vários prémios militares e medalhas durante os seus 18 anos e meio de carreira militar, incluindo 3 medalhas de conquista do exército, 3 medalhas de louvor, duas medalhas das forças de expedição das Forças Armadas e 3 medalhas de mérito em serviço. Yates deixou o exército em abril de 1996.

## Assassinatos
Os assassinatos de Yates foram cometidos entre 1996 e 1998 em Spokane e todos envolveram prostitutas da "Skid Row" em Spokane, na Avenida E. Sprague. As vítimas eram inicialmente solicitadas por prostituição por Yates, que tinham relações sexuais com ele (normalmente na sua carrinha Ford de 1979), tomava drogas com algumas delas e depois matava-as, largando os seus corpos em zonas rurais. Todas as vítimas morreram de um tiro na cabeça; 8 das mortes com uma Raven calibre .25 e uma tentativa de assassinato foi ligada à mesma arma. As autópsias a duas das vítimas indicam que o assassino tinha apontado para o coração. Outro detalhe bizarro nas mortes de Yates envolvia o caso de Melody Murfin, cujo corpo foi enterrado mesmo à janela do quarto da casa de família de Yates.
Em 1 de agosto de 1998, Yates pegou uma prostituta Christine Smith, que conseguiu escapar depois de ter levado um tiro, ter sido assaltada e roubada. Em 19 de setembro de 1998, foi pedido a Yates para ceder uma amostra do seu ADN à polícia de Spokane depois de ser mandado parar; recusou, dizendo que era um pedido demasiado extremo para um "homem de família".

## Acusações e pedidos
Yates foi preso em 18 de abril de 2000, pela morte de Jennifer Joseph. Depois da sua prisão um mandato foi executado a um Corvette de 1977 que tinha possuído no passado. Um Corvette branco tinha sido identificado como o veículo no qual uma das vítimas tinha sido vista pela última vez. Por coincidência, Yates tinha sido mandado parar nesse carro, enquanto a polícia procurava por ele, mas o relatório dizia "Camaro" e não Corvette, mas o incidente não foi reparado até depois de Yates ter sido preso. Depois de pesquisarem o Corvette a polícia descobriu sangue que ligava a Jennifer Joseph e ADN de Yates que depois ligaram a mais 12 vítimas. Em 2000 foi acusado de 13 homicídios em primeiro grau e uma tentativa de homicídio em primeiro grau no tribunal de Spokane. Como parte de um apelo onde Yates confessou os assassinatos para evitar a pena de morte, foi sentenciado a 408 anos de prisão.
Em 2001, Yates foi condenado em Pierce County pela morte de mais duas mulheres. A acusação pediu a pena de morte pelas mortes de Melinda L. Mercer em 1997 e Connie Ellis em 1998, que se achava estarem ligadas às mortes de Spokane. Em outubro de 2002, Yates foi condenado por essas mortes e sentenciado à morte por injeção letal.
Em 2002 foi colocado um recurso à pena de morte porque Yates acreditava que o seu recurso de 2000 era "abrangente"; e que a prisão perpétua por 13 mortes e uma sentença de morte por dois constituíam uma aplicação da pena de morte "desproporcionada, bizarra, arbitrária e aleatória". Os argumentos foram rejeitados em 2007 pelo tribunal supremo de Washington. Em 19 de setembro de 2008 a data de execução ficou pendente pelo Chefe de Justiça Gerry L. Alexander, devido a recursos pendentes.
Em 2013, o advogado de Yates entregou um habeas corpus no tribunal federal, dizendo que Yates estava mentalmente doente e "não teve culpa...sofre de uma grave desordem psicológica" que fez com que cometesse homicídios. A moção ainda pendente é considerada um "tiro no escuro" para muitos observadores. "Eu não acho que o Sr. Yates se ajude a si mesmo aceitando facto de ser um necrófago" disse o acusador Mark Lindquist.
Yates ainda se encontra no corredor da morte na Penitenciária Estadual de Washington.

## Vítimas
| Nome                    | Data da descoberta     |
| ----------------------- | ---------------------- |
| Patrick Oliver          | 13 de julho de 1975    |
| Susan Savage            | 13 de julho de 1975    |
| Stacy E. Hawn           | 28 de dezembro de 1988 |
| Shannon Zielinski       | 14 de junho de 1996    |
| Patricia Barnes         | 25 de agosto de 1996   |
| Heather Hernandez       | 26 de agosto de 1997   |
| Jennifer Joseph         | 26 de agosto de 1997   |
| Darla Scott             | 5 de novembro de 1997  |
| Melinda Mercer          | 7 de dezembro de 1997  |
| Shawn Johnson           | 18 de dezembro de 1997 |
| Laurie Wason            | 26 de dezembro de 1997 |
| Sunny Oster             | 8 de fevereiro de 1998 |
| Linda Daveys            | 1 de abril de 1998     |
| Melody Murfin           | 12 de maio de 1998     |
| Michelyn Derning        | 7 de julho de 1998     |
| Connie LaFontaine Ellis | 13 de outubro de 1998  |